# Rabah Ameur-Zaïmeche
Rabah Ameur-Zaïmeche o Ameur Zaimeche (àrab: رباح عامر زايمش, Rabāḥ ʿĀmir Zāymix) (Beni Zid, Algèria, 1968) és un realitzador, guionista, productor de cinema i televisió i actor franco-algerià.

## Biografia
Originari d’Algèria, Rabah Ameur-Zaïmeche va emigrar a França en 1968 amb els seus pares, quan tenia dos anys d'edat, durant la segona gran onada d'immigració algeriana. Va créixer i va estudiar al barri de Les Bosquets, a Montfermeil, al departament de Sena Saint-Denis.
Després de cursar estudis en humanística, en 1999 funda la societat Sarrazink Productions per a projectes de cinema. Així, el 2001 dirigeix el seu primer llargmetratge Wesh Wesh, qu'est-ce qui se passe?, que obté el Premi Louis-Delluc per a òperes primes cinematogràfiques i també el Premi Léo Scheer al Festival de Cinema de Belfort Entrevues. Per a aquest projecte, el director ho fa tot per si mateix, des de la producció fins a la interpretació, i produeix la pel·lícula amb els seus propis fons. El guió va ser coescrit amb Madjid Benaroudj, també actor a la pel·lícula.
El 2006, la seva segona pel·lícula, Bled Number One, va ser seleccionada en la categoria Un certain regard i va rebre el Premi de la Joventut al Festival de Canes.
El 2008, va dirigir Dernier Maquis, que va ser seleccionada al 61è Festival Internacional de Cinema de Canes en el marc de la Quinzena de Cineastes.
Al maig de 2011, se li atorga el Premi Jean Vigo, per la seva quarta pel·lícula, Les Chants de Mandrin.
El 2015, Histoire de Judas és seleccionat en el Fòrum du nouveau cinéma del Festival de Cinema de Berlín i rep el Premi del Jurat Ecumènic.

## Filmografia

### Director
- 2002: Wesh wesh, qu'est-ce qui se passe?
- 2006: Bled Number One
- 2008: Dernier Maquis
- 2012: Les Chants de Mandrin
- 2015: Histoire de Judas
- 2023: Le gang des bois du temple

### Actor
- 2002: Wesh wesh, qu'est-ce qui se passe?
- 2006: Bled Number One
- 2008: Dernier Maquis
- 2012: Les Chants de Mandrin
- 2015: Histoire de Judas[7]